# Горничевска афера
Горничевската афера от юли 1905 година е провал на ВМОРО в Леринско.

## История
Аферата избухва след Битката при Горничево, станала на 20 юли 1905 година, в която гръцка чета обсажда стратегическото леринско село, но е нападната в гръб от османска войска. Ръководителите на местната милиция на ВМОРО грешно решават, че гърците нападат селото, и българските милиционери също откриват огън. Така издават, че селото е въоръжено, а османците заключават, че българите са подкрепяли гърците.
Вследствие османците за сплашване убиват трима души в селото – Геле Проев, Стойче Чалков и Стефан Чалков, младежи по на 20 години. Много хора са арестувани и изпратени на съд в Битоля, където са осъдени на затвор. Аспро Бъндев, чичо на местния водач на ВМОРО Найден Бъндев, и Ичо Стойчев Клянджев, брат на леринския войвода Тане Стойчев, са осъдени на 4 години затвор. На 4 години е осъден и Георги Попгригоров, който умира от изтезанията в затвора.